# Scheele (Mondkrater)
Scheele ist ein kleiner, schüsselförmiger Einschlagkrater auf der Mondvorderseite in der Ebene des Oceanus Procellarum südlich des Kraters Wichmann und nordwestlich von Herigonius.
Der Krater wurde 1976 von der IAU nach dem deutsch-schwedischen Chemiker Carl Wilhelm Scheele (18. Jahrhundert) offiziell benannt.